# 天草市立佐伊津小学校
天草市立佐伊津小学校（あまくさしりつ さいつしょうがっこう）は熊本県天草市にある小学校。

## 沿革
- 1875年（明治8年）2月 佐伊津村字引田5385番地の阿弥陀寺を仮校舎として創立
- 1880年（明治13年）3月 佐伊津村字大塘3650番地に移転
- 1884年（明治17年）9月 佐伊津村字大塘2653番地に移転
- 1887年（明治20年）4月1日 尋常佐伊津小学校と称す
- 1892年（明治25年）4月1日 佐伊津尋常小学校と改称
- 1901年（明治34年）7月31日 佐伊津村字後田2249番地に移転
- 1919年（大正8年）9月3日 佐伊津実業補習学校併設
- 1920年（大正9年）4月1日 佐伊津尋常高等小学校と改称
- 1941年（昭和16年）4月1日 佐伊津村立佐伊津国民学校と改称
- 1947年（昭和22年）4月1日 佐伊津村立佐伊津小学校と改称
- 1954年（昭和29年）4月1日 本渡市立佐伊津小学校と改称
- 2006年（平成18年）3月 天草市立佐伊津小学校と改称

## 学校周辺
- 島原湾